# Granada, Minnesota
Granada là một thành phố thuộc quận Martin, tiểu bang Minnesota, Hoa Kỳ. Năm 2010, dân số của thành phố này là 303 người.

## Dân số
- Dân số năm 2000: 317 người.
- Dân số năm 2010: 303 người.